# Fujian
Il Fujian (nelle fonti di lingua italiana anche: Fukien, Fuchien, Fochien, Foquien, Fochino, Fochieno; 福建S, FújiànP, Fu-chienW - ) è una provincia della Cina situata a sud-est lungo la costa.
Il Fujian confina con lo Zhejiang a nord, il Jiangxi ad ovest, e il Guangdong a sud. Taiwan si trova ad est oltre lo stretto di Formosa. Il nome Fujian deriva dalla combinazione di Fuzhou e Jian'ou, due città nel Fujian. Il nome è stato coniato durante la dinastia Tang.

## Amministrazione
Mappa della suddivisione amministrativa della provincia del Fujian
| Mappa  | n.        | Nome   | Hanzi         | Hanyu Pinyin            | Amministrazione       | Tipologia |
| ------ | --------- | ------ | ------------- | ----------------------- | --------------------- | --------- |
| Fujian |           |        |               |                         |                       |           |
| 1      | Fuzhou    | 福州市 | Fúzhōu Shì    | Distretto di Gulou      | Città prefettura      |           |
| 2      | Xiamen    | 厦门市 | Xiàmén Shì    | Distretto di Siming     | Città sub-provinciale |           |
| 3      | Longyan   | 龙岩市 | Lóngyán Shì   | Distretto di Xinluo     | Città prefettura      |           |
| 4      | Nanping   | 南平市 | Nánpíng Shì   | Distretto di Yanping    | Città prefettura      |           |
| 5      | Ningde    | 宁德市 | Nánpíng Shì   | Distretto di Jiaocheng  | Città prefettura      |           |
| 6      | Putian    | 莆田市 | Pútián Shì    | Distretto di Chengxiang | Città prefettura      |           |
| 7      | Quanzhou  | 泉州市 | Quánzhōu Shì  | Distretto di Fengze     | Città prefettura      |           |
| 8      | Sanming   | 三明市 | Sānmíng Shì   | Distretto di Sanyuan    | Città prefettura      |           |
| 9      | Zhangzhou | 漳州市 | Zhāngzhōu Shì | Distretto di Xiangcheng | Città prefettura      |           |

## Galleria d'immagini

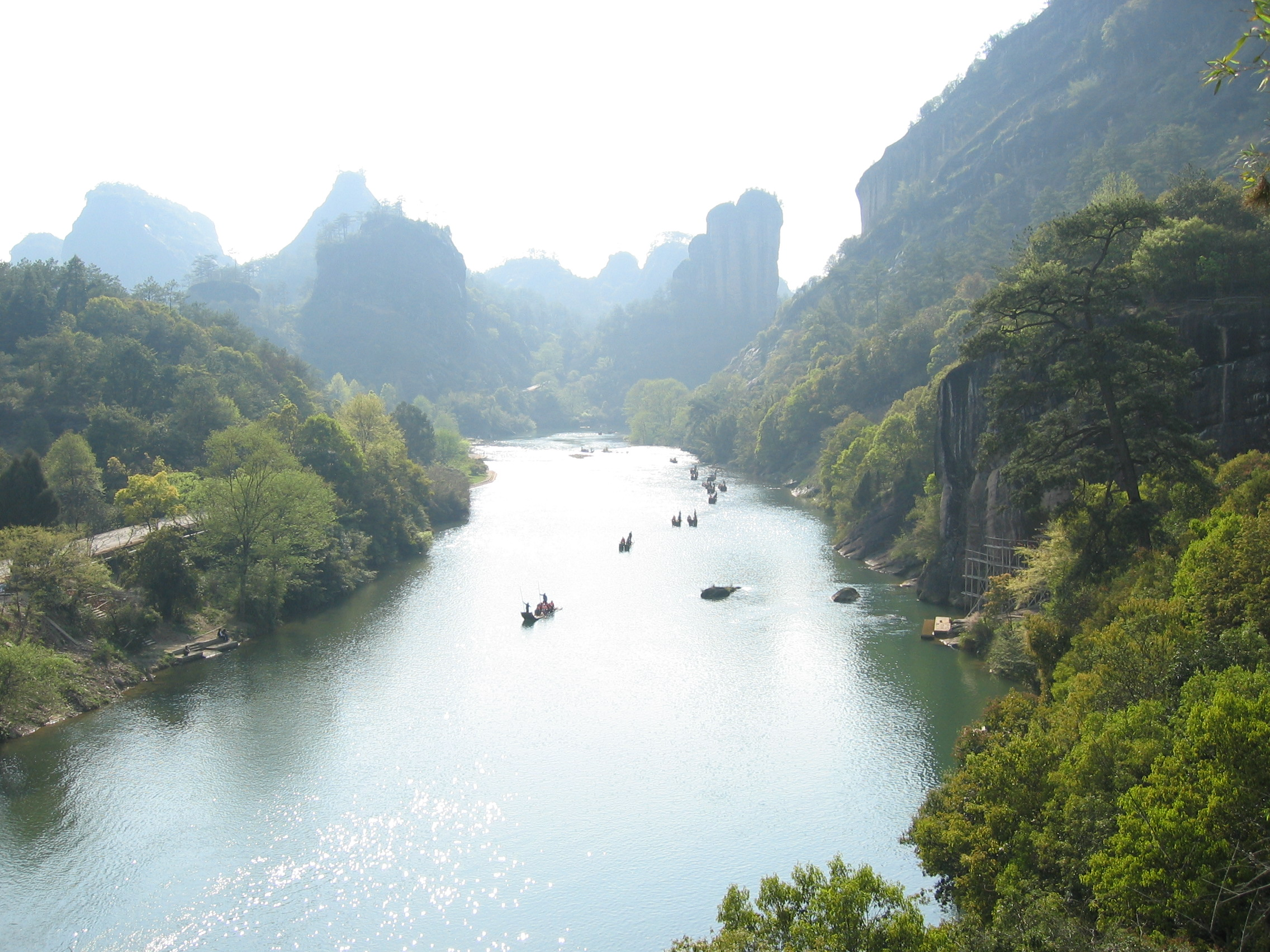
Monte Wuyi e il fiume delle nove anse.
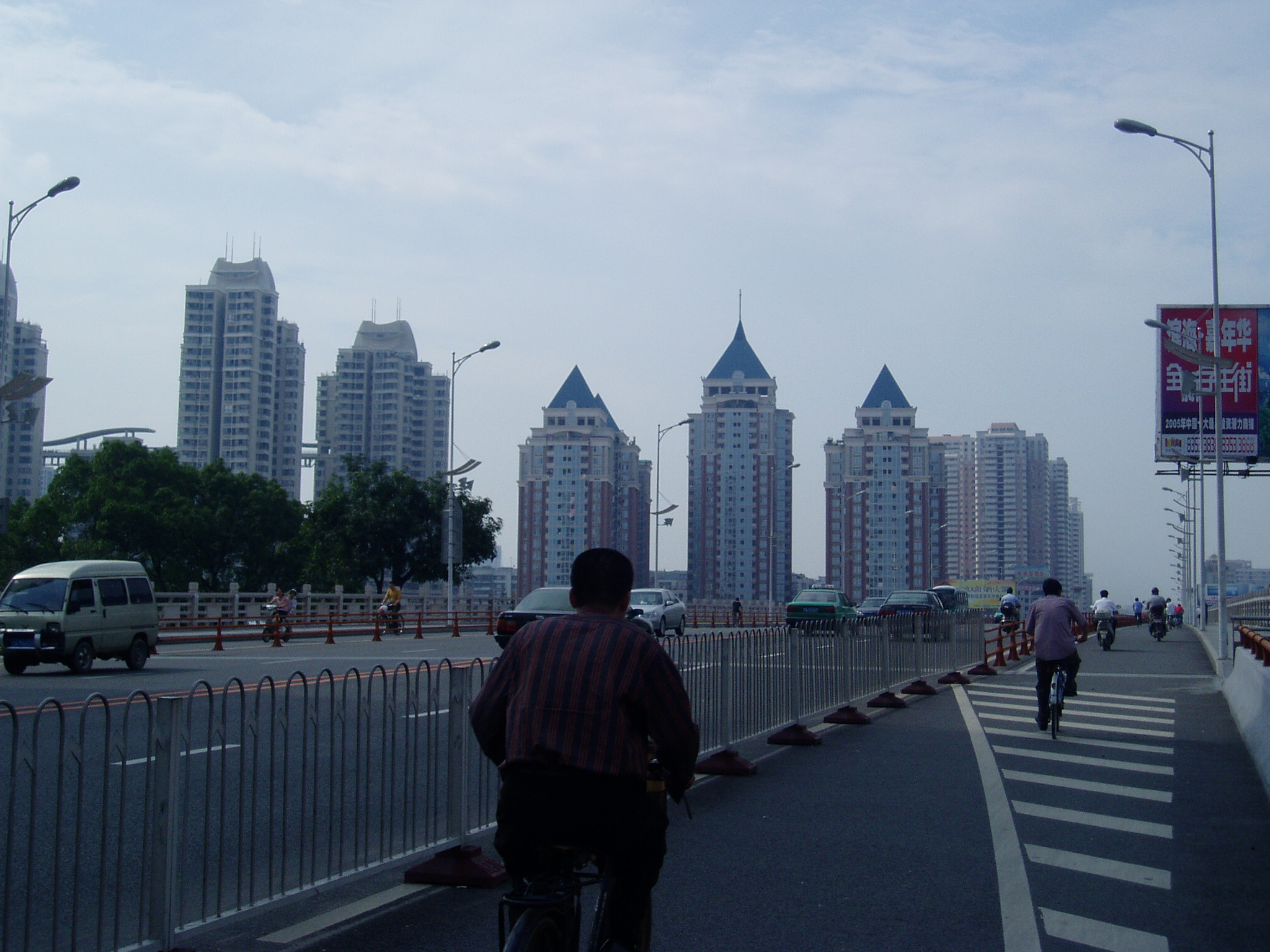
Particolare della città di Fuzhou.
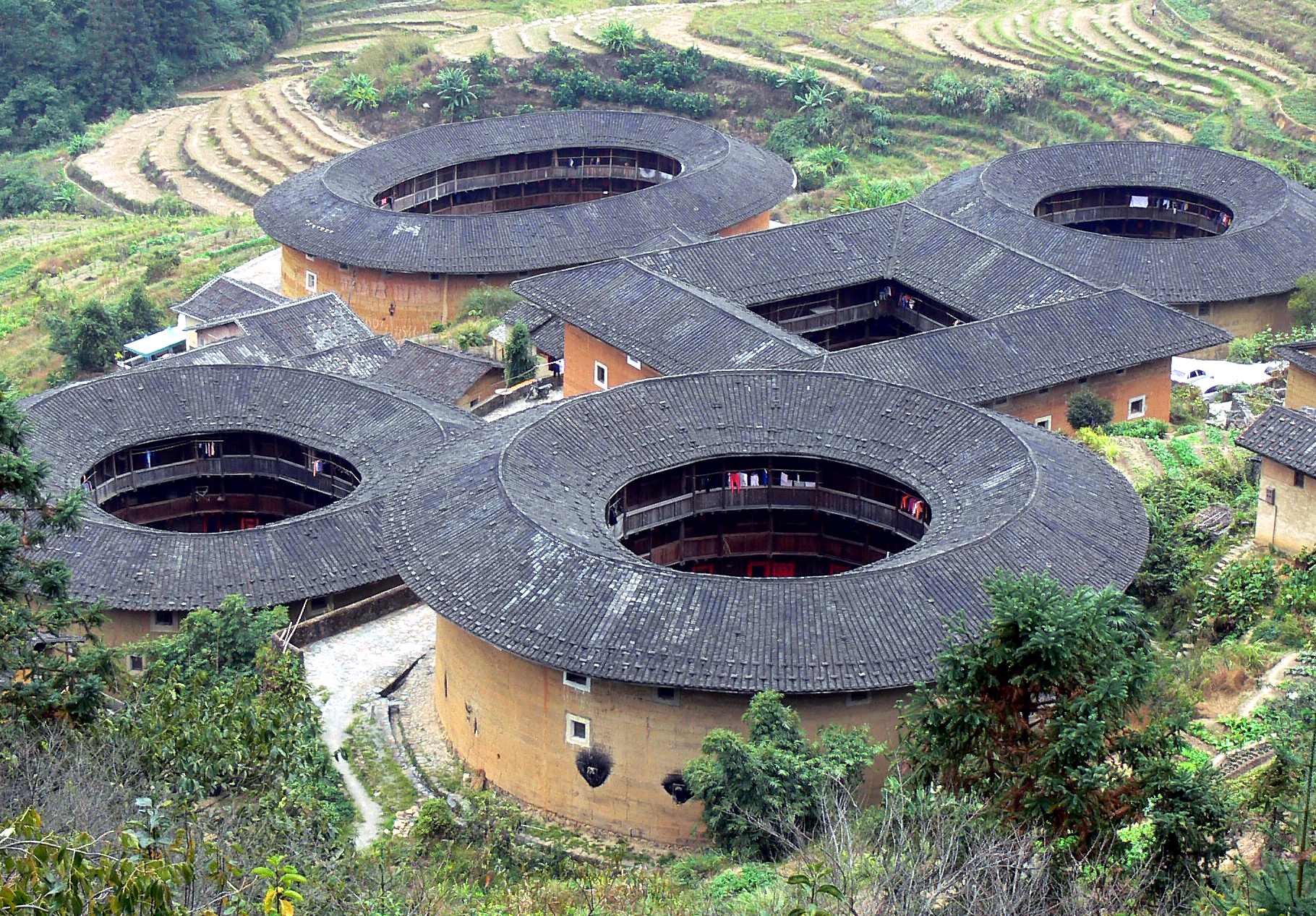
Hakka tulou a Tianluokeng nel sud-ovest della provincia del Fujian.
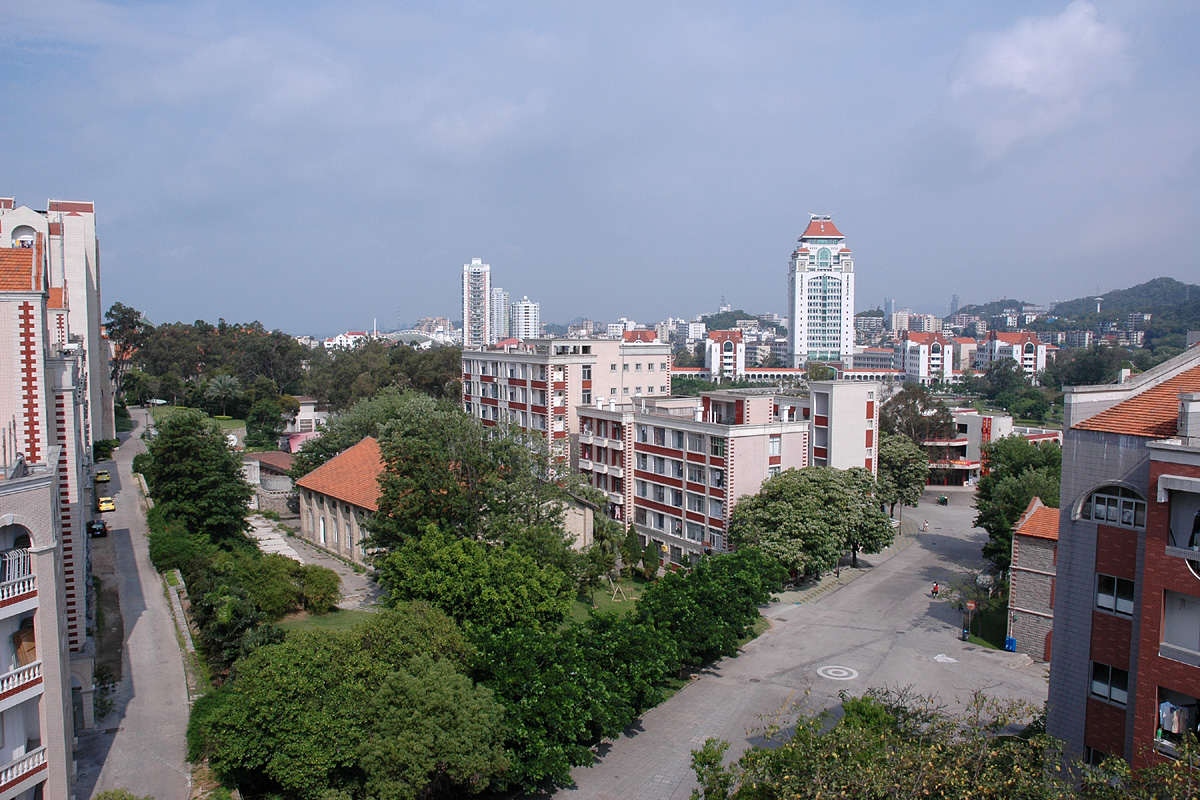
La città di Xiamen.